# Therdsak Chaiman
Therdsak Chaiman (Thai: เทิดศักดิ์ ใจมั่น, Aussprache: [tʰə̂t-sàk ʤai-mân], * 29. September 1973 in Suphanburi) ist ein ehemaliger thailändischer Fußballspieler und heutiger Fußballtrainer.

## Karriere

### Spieler

#### Verein
Seine Jugendjahre verbrachte Therdsak beim FC Suphanburi, seinem Heimatverein, ehe er 1994 zum FC Royal Thai Navy wechselte. Dort spielte er von 1996 bis 1997 zum ersten Mal in der Premier League. Zu Ende der Saison 1997 stieg er mit dem Verein in die zweite thailändische Liga ab und wechselte 1998 zum Erstligisten FC Osotspa M-150. Mit seinem neuen Verein erreichte er 1999 das Finale des thailändischen Verbandspokals. Das Finale ging mit 1:2 gegen den FC Bangkok Bank verloren. Ein Jahr später klappte es dann aber mit dem ersten Titel seiner Karriere. Erneut stand er im Finale des FA Cups, diesmal jedoch mit seinem neuen Verein BEC-Tero Sasana, zu dem er im Jahr 1999 gewechselt war. Auch die Meisterschaft konnte er mit BEC-Tero im selben Jahr gewinnen. Erste Erfahrungen auf internationaler Vereinsebene konnte Therdsak 2001 sammeln. Mit BEC-Tero spielte er in der Saison 2001 im Asiatischen Pokalsieger Wettbewerb, dem Asian Cup Winners Cup. Nach Ende der Saison 2001/02 wurde er nach Singapur zu dem FC Singapore Armed Forces ausgeliehen.
In der kurzen Zeit seiner Leihe, vom Februar 2002 bis Oktober 2002, war er mit 27 Treffern maßgeblich am Gewinn der Meisterschaft beteiligt. Der Gewinn der Meisterschaft des BEC-Tero Sasana aus der Saison 2001/02, berechtigte den Verein zur Teilnahme an der AFC Champions League 2002/03. Es wurde die Saison von Therdsak. Er erreichte mit der Mannschaft das Finale der Champions League und stand in beiden Spielen gegen den Al Ain Club in der Anfangsaufstellung. Das Finale ging zwar verloren, doch Therdsak wurde zum wertvollsten Spieler der Champions-League-Saison gewählt. Nachdem er bereits 2002 mit der thailändischen Nationalmannschaft die ASEAN-Fußballmeisterschaft gewonnen hatte und zum wertvollsten Spieler des Turniers gewählt worden war, war er mit 29 Jahren auf dem Höhepunkt seiner Karriere angekommen.
2004 verließ er BEC-Tero für die Ablösesumme von 65.000 Dollar und wechselte nach Vietnam zu NHĐA-Thép Pomina in die V-League. Er unterzeichnete einen Dreijahresvertrag, der ihm in drei Jahren 180.000 Dollar Gehalt einbringen sollten. Probleme mit der Bauchmuskulatur ließen jedoch nur wenig Einsätze zu. Der Verein stieg Ende der Saison aus der V-League ab und Therdsak wechselte nach Singapur zu den Armed Forces, wo er bereits 2002 eine Saison gespielt hatte. Seit 2005 beim Verein gewann er drei weitere Meisterschaften, 2006 bis 2008, und feierte zwei Erfolge im singapurischen Pokal 2007 und 2008. 2009 stand er mit den Armed Forces in der Qualifikation zur Endrunde der AFC Champions League. In der ersten Runde traf die Mannschaft auf die PEA aus Thailand. Das Spiel fand im Rajamangala-Nationalstadion in Bangkok statt. Nach einem 1:1 in der regulären Spielzeit kam es zur Verlängerung. Therdsak erzielte in der 97. Minute per Foulelfmeter das so wichtige 2:1 für seinen Verein und ebnete so den Weg in die nächste Runde. Auch im Finalen Play-off-Spiel gegen PSMS Medan aus Indonesien erzielte er ein Tor. Es war das 1:0 in der 36. Minute. FC Singapore Armed Forces gewann am Ende mit 2:1 und zog als erster Verein aus Singapur in die AFC Champions League ein. 2009 gewann er zusammen mit der Mannschaft erneut die singapurische Meisterschaft. Anschließend ging er zurück nach Thailand, wo er einen Vertrag beim FC Chonburi erhielt.

#### Nationalmannschaft
Seine Nationalmannschaftskarriere begann er 1997. Insgesamt spielte er 59 Mal für Thailand und erzielte dabei 25 Tore. Das erste große Turnier was er spielte, war die ASEAN-Fußballmeisterschaft 1998. Im Vorrundenspiel gegen Indonesien erzielte er dabei sein erstes Tor in der Nationalelf. Mit der Mannschaft belegte er am Ende Platz vier des Turniers. Vier Jahre später führte er die Nationalmannschaft als Kapitän bis zum Sieg der ASEAN-Meisterschaft. Am Ende des Turniers wurde er zum wertvollsten Spieler des Turniers gewählt. 2003 erreichte er mit der Mannschaft den dritten Platz beim King’s Cup. Sein letztes großes Turnier spielte er 2007 bei der Fußball-Asienmeisterschaft. Es gelang ihm nicht, ein Tor zu erzielen und Thailand scheiterte bereits in der Gruppenphase. Nach dem Turnier beendete Therdsak seine Nationalmannschaftskarriere. Im Oktober 2009 wurde Therdsak im Alter von 36 Jahren nochmals für die Nationalmannschaft nominiert. Im Qualifikationsspiel zur Fußball-Asienmeisterschaft 2011 gegen Singapur am 14. November 2009 gab er sein Comeback. Er wurde in der 60. Minute des Spiels eingewechselt. Dabei gelang ihm in der 75. Minute das Tor zum 2:0 für Thailand.

## Auszeichnungen

### Spieler
- Wertvollster Spieler der AFC Champions League 2003[7]
- Spieler des Jahres in Singapur 2002
- Wertvollster Spieler der ASEAN-Fußballmeisterschaft 2002

## Erfolge

### Spieler

#### Verein
BEC Tero Sasana FC
- AFC-Champions-League-Finalist: 2003
- Thailändischer Meister: 2000, 2001/02
- Thailändischer Pokalsieger: 2000

Chonburi FC
- Thailändischer Pokalsieger: 2010
- Kor-Royal-Cup-Sieger: 2011

Singapore Armed Forces
- Singapurischer Meister: 2002, 2006, 2007, 2008, 2009
- Singapore Cup-Sieger: 2007, 2008

#### Nationalmannschaft
- Futsal-Asienmeisterschaft 3. Platz 2000[8]
- ASEAN-Fußballmeisterschaft Gewinner 2002

### Trainer
Pattaya Dolphins United
- Thai League 3 – East: 2022/23

## Erläuterungen/Einzelnachweise
1. ↑  rsssf.org: Übersicht über die Pokalsieger
2. ↑  thaifootball.com: Bericht und Interview über Therdsak Chaiman (Memento des Originals vom 28. August 2008 im Internet Archive)  Info: Der Archivlink wurde automatisch eingesetzt und noch nicht geprüft. Bitte prüfe Original- und Archivlink gemäß Anleitung und entferne dann diesen Hinweis.
3. ↑  rsssf.org: Details der Saison 2002 mit Torschützenliste
4. ↑  rsssf.org: Details der AFC CL Saison 2002/03
5. ↑  the-afc.com: Rangsan ready for Therdsak tussle (17. Feb. 2009)
6. ↑  bangkokpost.com: Therdsak gets surprise recall
7. ↑  the-afc.com: Thai star targets Qatar
8. ↑  thaifootball.com: Kader mit Bild

| Personendaten    | Personendaten                 |
| ---------------- | ----------------------------- |
| NAME             | Therdsak Chaiman              |
| KURZBESCHREIBUNG | thailändischer Fußballspieler |
| GEBURTSDATUM     | 29. September 1973            |
| GEBURTSORT       | Suphanburi                    |